# Speckkarspitze
Speckkarspitze – szczyt w paśmie Karwendel, w Alpach Wschodnich. Leży w Austrii, w kraju związkowym Tyrol, przy granicy z Niemcami. 
Pierwszego wejścia, w 1843 r., dokonał Markus Vincent Lipold.